# ویکتور چرنومیردین
ویکتور استپانویچ چرنومیردین (روسی: Ви́ктор Степа́нович Черномы́рдин؛ ۹ آوریل ۱۹۳۸ – ۳ نوامبر ۲۰۱۰) یک سیاستمدار اهل روسیه بود. او اولین رئیس شرکت نفتی گازپروم بود و برای مدت طولانی نخست‌وزیری این کشور را بر عهده داشت. او یکی از شخصیت‌های کلیدی کشور روسیه در دهه ۹۰ بود.